# 能力 (法学)
能力（のうりょく）とは、法律上の一定の行為について要求される資格。

## 民法

### 権利能力
権利能力とは、権利や義務の主体となりうる地位あるいは資格をいう。権利能力を有するのは自然人と法人である。
自然人は出生により権利能力を取得する（民法3条1項）。ただし、不法行為による損害賠償請求権（民法721条）、相続（886条1項）、遺贈（民法965条）については胎児も既に生まれたものとみなされる。また、自然人は死亡によってのみ権利能力を喪失する。
外国人は、法令または条約の規定により禁止される場合を除き、権利能力を有する（民法3条2項）。

### 受領能力
意思表示の相手方がその意思表示を受けた時に未成年者又は成年被後見人であったときは、その意思表示をもってその相手方に対抗することができない（民法98条の2本文）。ただし、その法定代理人がその意思表示を知った後は、対抗することができる（民法98条の2）。 

### 遺言能力
満15歳に達した者は遺言をすることができる（民法961条）。遺言は身分行為であり、行為能力の制限に関する民法5条、民法9条、民法13条 及び民法17条 の規定は、遺言については、適用されない（民法962条）。
成年被後見人も事理を弁識する能力を一時回復した時には遺言をすることができるが、医師2人以上の立会いがなければならない（民法973条1項）。